# Młodzieżowe Mistrzostwa Polski w Lekkoatletyce 2004
21. Młodzieżowe Mistrzostwa Polski w Lekkoatletyce – zawody lekkoatletyczne dla sportowców do lat 23 organizowane pod egidą Polskiego Związku Lekkiej Atletyki, które odbyły się od 4 do 5 września 2004 roku w Gdańsku. 

## Rezultaty

### Mężczyźni
| Konkurencja:                  | 1. miejsce                                                                         | Rezultat    | 2. miejsce                                                                  | Rezultat    | 3. miejsce                                                                    | Rezultat    |
| Bieg na 100 m                 | Wiktor Walczak KL Bałtyk Koszalin                                                  | 10,66 PB    | Tomasz Talkowski KS Nadwiślanin Chełmno                                     | 10,67 PB    | Michał Bielczyk AZS-AWF Warszawa                                              | 10,68       |
| Bieg na 200 m                 | Marcin Marciniszyn AZS-AWF Wrocław                                                 | 21,41 PB    | Łukasz Rokicki MKL Szczecin                                                 | 21,62       | Piotr Zrada LUKS Budokar Orneta                                               | 21,67       |
| Bieg na 400 m                 | Marcin Marciniszyn AZS-AWF Wrocław                                                 | 46,27       | Karol Grzegorczyk PLKS Gwda Piła                                            | 46,77 SB    | Daniel Dąbrowski AZS Łódź                                                     | 46,95 SB    |
| Bieg na 800 m                 | Rafał Łęgowski WKS Zawisza Bydgoszcz                                               | 1:49,80     | Ireneusz Sekretarski LKS Vectra Włocławek                                   | 1:50,02     | Marcin Sądej KS Agros Zamość                                                  | 1:50,09 PB  |
| Bieg na 1500 m                | Yared Shegumo KS Polonia Warszawa                                                  | 3:46,03     | Ireneusz Sekretarski LKS Vectra Włocławek                                   | 3:46,80     | Bartosz Nowicki MKL Szczecin                                                  | 3:47,33     |
| Bieg na 5000 m                | Radosław Popławski MKSiT Astra Nowa Sól                                            | 13:47,53 PB | Yared Shegumo KS Polonia Warszawa                                           | 13:56,34 PB | Rafał Snochowski WKS Wawel Kraków                                             | 14:16,18 PB |
| Bieg na 3000 m z przeszkodami | Radosław Popławski MKSiT Astra Nowa Sól                                            | 8:33,39     | Tomasz Szymkowiak LKS Orkan Wielkopolska                                    | 8:36,00 PB  | Karol Rzeszewicz SKLA Sopot                                                   | 8:43,41 PB  |
| Bieg na 110 m przez płotki    | Mariusz Kubaszewski WKS Zawisza Bydgoszcz Rafał Staniszewski AZS-AWF Kraków        | 14,37       |                                                                             |             | Rafał Niedzielski AZS-AWF Wrocław                                             | 14,58       |
| Bieg na 400 m przez płotki    | Jakub Szwedzik AZS-AWF Warszawa                                                    | 52,38 PB    | Marcin Joachimiak LLKS Gubin                                                | 53,94       | Daniel Bródka AZS Łódź                                                        | 54,30       |
| Sztafeta 4 × 100 m            | PLKS Gwda Piła Adrian Klimczuk Karol Grzegorczyk Robert Brączkowski Michał Bryndza | 42,44 SB    | AZS-AWF Warszawa Tomasz Gać Tomasz Biernat Dawid Karniłowicz Daniel Mazurek | 42,56       | AZS Łódź Michał Korczyński Daniel Dąbrowski Daniel Bródka Michał Niemyjski    | 42,92       |
| Sztafeta 4 × 400 m            | AZS-AWF Wrocław Marcin Marciniszyn Łukasz Jóźwiak Adam Głowacz Daniel Czuchnowski  | 3:16,63     | AZS Łódź Andrzej Skarba Daniel Dąbrowski Daniel Bródka Bartosz Bartocha     | 3:17,14     | AZS-AWF Katowice Dawid Hącia Szymon Wdowiak Michał Matyjaszczyk Robert Ryszka | 3:18,73     |
| Skok wzwyż                    | Aleksander Waleriańczyk WKS Wawel Kraków                                           | 2,22        | Michał Bieniek AZS-AWF Wrocław                                              | 2,14        | Marcin Glaubert MKS Truso Elbląg Wojciech Sibiga RKS Skra Warszawa            | 2,12        |
| Skok o tyczce                 | Przemysław Czerwiński KS Gwardia Piła                                              | 5,55 PB     | Krzysztof Skrzyński OSOT Gdańsk                                             | 5,00 PB     | Jacek Włuka AZS-AWFiS Gdańsk                                                  | 4,80        |
| Skok w dal                    | Michał Łukasiak UMKS Ziemia Mławska                                                | 7,62        | Przemysław Pochopień AZS-AWF Kraków                                         | 7,53        | Michał Niemyjski AZS Łódź                                                     | 7,38        |
| Trójskok                      | Michał Niemyjski AZS Łódź                                                          | 15,43 PB    | Mateusz Parlicki AZS-AWF Katowice                                           | 15,34       | Krzysztof Guździoł KS Stal Ostrów Wlkp.                                       | 15,30 PB    |
| Pchnięcie kulą                | Andrzej Mrozik LKS Pomorze Stargard                                                | 17,56 PB    | Grzegorz Pankau AZS-AWF Warszawa                                            | 17,25 PB    | Jarosław Cichocki WKS Zawisza Bydgoszcz                                       | 17,10       |
| Rzut dyskiem                  | Piotr Małachowski AZS-AWF Warszawa                                                 | 60,36       | Konrad Szuster MKS Start Lublin                                             | 54,17       | Andrzej Mrozik LKS Pomorze Stargard                                           | 50,49       |
| Rzut młotem                   | Marcin Fernówka WKS Zawisza Bydgoszcz                                              | 67,86 PB    | Jarosław Zabrocki LKS Pomorzanka Skórcz                                     | 63,10       | Marcin Góra AZS-AWF Warszawa                                                  | 63,01       |
| Rzut oszczepem                | Dominik Sadowski RLTL ZTE Radom                                                    | 70,80 PB    | Robert Bober RMKS Rybnik                                                    | 69,28       | Konrad Przeradzki UKS Cyprjanka                                               | 66,30       |
| Dziesięciobój                 | Robert Gindera UKS Achilles Leszno                                                 | 7426 pkt.   | Łukasz Płaczek AZS-AWFiS Gdańsk                                             | 7231 pkt.   | Daniel Grabowski KS Warszawianka                                              | 6932 pkt.   |

### Kobiety
| Konkurencja:                  | 1. miejsce                                                                   | Rezultat   | 2. miejsce                                                                                 | Rezultat    | 3. miejsce                                                                          | Rezultat    |
| Bieg na 100 m                 | Małgorzata Flejszar LKS Ziemi Puckiej                                        | 11,80 PB   | Dorota Dydo AZS Poznań                                                                     | 11,84 PB    | Dorota Górska RLTL ZTE Radom                                                        | 11,99 PB    |
| Bieg na 200 m                 | Małgorzata Flejszar LKS Ziemi Puckiej                                        | 23,85 SB   | Dorota Dydo AZS Poznań                                                                     | 24,08       | Jolanta Wójcik AZS-AWF Kraków                                                       | 24,55       |
| Bieg na 400 m                 | Anna Nentwig AZS Poznań                                                      | 53,90 SB   | Anita Hennig AZS-AWF Wrocław                                                               | 54,08 PB    | Jolanta Wójcik AZS-AWF Kraków                                                       | 54,44       |
| Bieg na 800 m                 | Joanna Kuś AZS-AWF Katowice                                                  | 2:07,65    | Sylwia Ejdys AZS-AWF Wrocław                                                               | 2:07,74 SB  | Beata Rudzińska SKLA Sopot                                                          | 2:07,95     |
| Bieg na 1500 m                | Anna Nagadowska TS Olimpia Poznań                                            | 4:23,19 PB | Beata Rudzińska SKLA Sopot                                                                 | 4:23,49     | Aleksandra Jakubczak KS Agros Zamość                                                | 4:24,55     |
| Bieg na 5000 m                | Marzena Kłuczyńska LKS Orkan Wielkopolska                                    | 16:36,13   | Justyna Mudy KKS Victoria Stalowa Wola                                                     | 16:44,07 PB | Joanna Kamińska CKS Budowlani Częstochowa                                           | 16:48,03 PB |
| Bieg na 3000 m z przeszkodami | Urszula Nęcka MKS-MOS Płomień Sosnowiec                                      | 10:16,32   | Anna Struska CKS Budowlani Częstochowa                                                     | 10:27,79 PB | Cecylia Świerczyńska LKS Orkan Wielkopolska                                         | 10:32,34 PB |
| Bieg na 100 m przez płotki    | Agnieszka Frankowska WKS Wawel Kraków                                        | 13,52      | Justyna Oleksy AZS-AWF Wrocław                                                             | 14,00       | Joanna Kocielnik KS Orzeł Warszawa                                                  | 14,23       |
| Bieg na 400 m przez płotki    | Agnieszka Karpiesiuk AZS-AWFiS Gdańsk                                        | 59,33 PB   | Dominika Stokowska LKS Błękitni Osowa Sień                                                 | 1:00,27     | Katarzyna Pietrzyk AZS Łódź                                                         | 1:01,27     |
| Sztafeta 4 × 100 m            | AZS-AWF Wrocław Joanna Szczepan Marta Kuśniar Zuzanna Orłowska Agata Jakonis | 49,28      | KS Podlasie Białystok Anna Cichocka Anna Arciszewska Magdalena Bartosiak Magdalena Siemion | 49,72       | AZS-AWF Kraków Alicja Smyrska Marzena Krzemień Agnieszka Pater Marcelina Nowakowska | 50,29       |
| Sztafeta 4 × 400 m            | AZS-AWF Wrocław Sylwia Ejdys Edyta Butor Marta Kuśniar Anita Hennig          | 3:47,02    | AZS-AWF Katowice Beata Przybyła Anna Kornas Marzena Wolska Joanna Kuś                      | 3:49,53     | AZS-AWF Kraków Marcelina Nowakowska Marzena Krzemień Alicja Smyrska Jolanta Wójcik  | 3:52,50     |
| Skok wzwyż                    | Anna Ksok WKS Śląsk Wrocław                                                  | 1,90       | Marta Borkowska AZS Lublin                                                                 | 1,78        | Karolina Gronau AZS-AWF Biała Podlaska Małgorzata Kołotyło AZS-AWF Wrocław          | 1,68        |
| Skok o tyczce                 | Joanna Piwowarska AZS-AWFiS Gdańsk                                           | 4,00       | Róża Kasprzak AZS-AWFiS Gdańsk                                                             | 4,00        | Agnieszka Wrona AZS-AWFiS Gdańsk                                                    | 3,80        |
| Skok w dal                    | Alicja Jaros AZS-AWF Kraków                                                  | 5,95       | Ewelina Wilk WKS Wawel Kraków                                                              | 5,94        | Aleksandra Fila MKS Start Lublin                                                    | 5,77        |
| Trójskok                      | Ewelina Wilk WKS Wawel Kraków                                                | 13,06      | Joanna Szczygielska AZS Łódź                                                               | 12,90       | Aleksandra Fila MKS Start Lublin                                                    | 12,86       |
| Pchnięcie kulą                | Agnieszka Jarmużek WMLKS Nadodrze Powodowo                                   | 14,88      | Katarzyna Kita KS Agros Zamość                                                             | 14,44 PB    | Agnieszka Krawczuk AZS-AWF Warszawa                                                 | 12,97       |
| Rzut dyskiem                  | Agnieszka Krawczuk AZS-AWF Warszawa                                          | 55,25 PB   | Agnieszka Jarmużek WMLKS Nadodrze Powodowo                                                 | 48,65       | Agnieszka Prendecka KS Żak Wałcz                                                    | 48,10 PB    |
| Rzut młotem                   | Małgorzata Zadura AZS-AWF Warszawa                                           | 61,48      | Anna Koźlakowska AZS-AWFiS Gdańsk                                                          | 56,87 PB    | Michalina Ziółkowska AZS Poznań                                                     | 55,74       |
| Rzut oszczepem                | Urszula Jasińska KS Polonia Pasłęk                                           | 51,45      | Katarzyna Kalińska AZS-AWF Wrocław                                                         | 46,20 PB    | Kamila Skiba AZS-AWF Warszawa                                                       | 44,10       |
| Siedmiobój                    | Karolina Tymińska AZS-AWFiS Gdańsk                                           | 5787 pkt.  | Beata Lewicka AZS-AWFiS Gdańsk                                                             | 5545 pkt.   | Aldona Sobolewska AZS-AWF Gorzów                                                    | 4862 pkt.   |

## Bieg na 10 000 m
Mistrzostwa Polski w biegu na 10 000 metrów zostały rozegrane 7 sierpnia w Poznaniu.
| Konkurencja: | 1. miejsce                                | Rezultat | 2. miejsce                                | Rezultat | 3. miejsce                             | Rezultat    |
| Mężczyźni    | Tomasz Szymkowiak LKS Orkan Wielkopolska  | 29:49,56 | Rafał Snochowski WKS Wawel Kraków         | 30:24,14 | Michał Breszka ULKS Talex Borzytuchom  | 30:36,17    |
| Kobiety      | Marzena Kłuczyńska LKS Orkan Wielkopolska | 35:38,38 | Joanna Kamińska CKS Budowlani Częstochowa | 35:57,16 | Justyna Mudy KKS Victoria Stalowa Wola | 36:12,04 PB |

## Chód sportowy
Mistrzostwa w chodzie na 20 kilometrów mężczyzn i w chodzie na 10 kilometrów kobiet zostały rozegrane 3 września w Warszawie.

### Mężczyźni
| Konkurencja:  | 1. miejsce                     | Rezultat | 2. miejsce                   | Rezultat   | 3. miejsce                 | Rezultat   |
| Chód na 20 km | Rafał Augustyn TG Sokół Mielec | 1:24:31  | Michał Jarosz AZS-AWF Kraków | 1:26:24 PB | Rafał Dyś AZS-AWF Katowice | 1:26:44 SB |

### Kobiety
| Konkurencja:  | 1. miejsce                          | Rezultat | 2. miejsce                       | Rezultat | 3. miejsce               | Rezultat |
| Chód na 10 km | Wioletta Spychalska KS Agros Zamość | 50:38    | Maria Baj AZS-AWF Biała Podlaska | 52:19    | Alicja Dembna AZS Poznań | 55:05    |

## Biegi przełajowe
Do uzupełnienia